# شگ‌ماهی‌سانان
شگ‌ماهی‌سانان (Clupeiformes) یکی از راسته‌های ماهیان هستند. این راسته از مهم‌ترین ماهیانی هستند که بخوبی شناسایی شده‌اند. همگی در آب‌های سطحی یا لُجه‌ای (پلاژیک) زندگی می‌کنند در منطقه‌ای که میزان نور زیاد است واکثر آن‌ها به صورت گروهی زندگی می‌کنند و پالوده‌خوار می‌باشند از پلانکتون‌ها تغذیه می‌کنند. 
مهم‌ترین سازگاری‌هایی که برای این نوع زندگی (سطح آب) وجود دارد، عبارتند از دارا بودن فلسهای نقره‌ای، فشرده بودن بدن دارا بودن keel در زیرشکم، دهان قابل انعطاف، دارا بودن خارهای آبششی متراکم و نازک، بدن کتابی. پولک‌ها نقره‌ای است. پولک‌های نقره‌ای با برخورد نور باعث پخش شدن نور و کتابی بودن بدن کمک بیشتری به پخش شدن نور می‌کند و این امر باعث کاهش صید این ماهی توسط ماهیان شکارچی می‌گردد. قطر بدن آن‌ها کم است و از پهلوها فشرده شده‌است (کتابی شکل است) کتابی بودن و نقره‌ای بودن قسمت پایینی بدن سبب می‌شود که برای ماهیانی که در سطح پایین تر زندگی می‌کنند ماهی در روشنایی قسمت بالا محو شوند. برعکس قسمت پشت بدن تیره تر است و سبب می‌شود که در زمینه تاریک قسمت پایین محو شوند و این موارد باعث حفاظت ماهی می‌شود. دهان نسبتاً بزرگ و خارهای آبششی در این ماهی متراکم است. دراین راسته کیسه شنا با استخوان‌های گوش داخلی ارتباط دارد این امر باعث افزایش حساسیت شنوایی می‌شود. شگ‌ماهی‌سانان فاقد دستگاه وبر هستند. از طرف دیگر ارتباطی بین کیسه شنا و جلوی دستگاه گوارش و نیز با قسمت انتهای دستگاه گوارش و مخرجها وجود دارد، کیسه شنا دراین ماهیان یک قسمتی و فیزوستوم است. این ارتباطات کیسه شنا باعث می‌شود هوا سریعتر از کیسه شنا خارج شده و باعث تغییرمکان ماهی در عمق می‌شود و این فرم کیسه شنا کمک زیادی به تغییر عمق ماهی در زمان کوتاه می‌گردد. چون این ماهیان رفتارهای جمعی دارند این تغییرات عمق‌ها ایجاد حباب‌های زیادی در سطح آب می‌کند. این راسته دارای ۴ خانواده است:
۱) خانواده شگ‌ماهیان Family: Clupeidae
۲) خانواده موتوماهیان Family: Engraulidae
۳) خانواده خاروماهیان Family: Chirocentrida
۴) خانواده شگ‌ماهیان رنگی Family: Dussumieridae